# Letteratura Italiana Einaudi
La Letteratura Italiana pubblicata da Einaudi, comprende 3 sezioni. La prima in 6 volumi (di cui il terzo in 2 tomi), è organizzata per temi. La seconda, in 3 volumi (di cui il secondo in 2 tomi) segue l'evoluzione storica ripartita per aree geografiche. La terza in 4 volumi (di cui l'ultimo in 2 tomi) analizza le opere. Ci sono poi 4 volumi di indici, 2 come Dizionario bio-bibliografico e 2 come Dizionario delle opere.
Nata nel 1977, sotto la direzione di Alberto Asor Rosa, ha pubblicato il primo volume nel 1982 ed è andata via via allargandosi, fino alla conclusione nel 2000. In redazione si sono alternati Roberto Antonelli (poi vice-direttore), Giorgio Inglese (anche capo-redattore dei Dizionari), Luigi Trenti (coordinatore della sezione Le opere), Angelo Cicchetti, Paolo Procaccioli, Amedeo Quondam, Monica Cristina Storini; con la collaborazione di Graziella Girardello, Angela Asor Rosa, Valentina Barbero, Luciana Bongiovanni, Antonio Cannistrà, Paola Cardano, Angela Carella, Nino Colombo, Anna Maria Farcito, Mariella Girardello, Paola Gualco, Liliana Maiorano, Stefano Marchiaro, Enrica Melossi, Maria Perosino, Serenella Rolfi, Roberto Stancati, Emanuele Trevi e Carmen Zuelli. Ogni volume ha un inserto iconografico: tra i curatori che vi sono succeduti, Emilio Faccioli, Giovanni Pozzi, Liliana Maiorano, Enrica Melossi, Maria Serena Sapegno, Giovanni Ragone, Alberto Asor Rosa e Marina Zancan.

## Volumi
- 1. Il letterato e le istituzioni (1982)
  - Letteratura, testo, società
  - Letteratura e potere
  - Letteratura e istituzioni culturali
- 2. Produzione e consumo (1983)
  - Produzione e fruizione
  - Classi e collocazione sociale dei letterati
  - Il testo prodotto: dal libro manoscritto all'editoria di massa
  - I moderni strumenti di "direzione" e "produzione" della letteratura
  - La scuola e la didattica. L'insegnamento dell'italiano
- 3. Le forme del testo (1984)
  - 1. Teoria e poesia
    - Le "idee" letterarie
    - La storia del testo
      - I. Le strutture della poesia
      - II. Le forme della poesia

  - 2. La prosa
    -       - III. Le forme del narrare
      - IV. Le funzioni della prosa
- 4. L'interpretazione (1985)
  - Metodo e non metodo (nella critica letteraria)
  - Concetti, tecniche e categorie dell'interpretazione letteraria
  - Storia e storicismo nella tradizione classica italiana
  - La questione del metodo
- 5. Le questioni (1986)
  - I fondamenti antropologici della letteratura
  - Geni della Nazione
  - Strutture del classico
  - Paradigmi stilistici
  - Tematiche dominanti, forme di vita, spazi, strutture concettuali
- 6. Teatro, musica, tradizione dei classici (1986)
  - Le frontiere del letterario
  - La scena
  - Parole e musica
  - La tradizione
- Storia e geografia
  - 1. L'età medievale (1987)
    - Genesi e formazione della letteratura volgare: centri, flussi, intersezioni

  - 2/1. L'età moderna I (1988)
    - Apogeo e crisi della civiltà letteraria italiana
    - Le letterature delle Città-Stato e la civiltà dell'Umanesimo

  - 2/2. L'età moderna II (1988)
    - Le letterature dell'Italia statuale regionale

  - 3. L'età contemporanea (1989)
    - L'Italia unitaria
    - Le marche di frontiera
    - Verso il post-moderno
      - La letteratura di massa
      - Le lettere industriali
      - Il nuovo immaginario
- Le opere
  - Il canone delle opere
  - 1. Dalle Origini al Cinquecento
  - 2. Dal Cinquecento al Settecento
  - 3. Dall'Ottocento al Novecento
  - 4/1. Il Novecento. I. L'età della crisi
    - I "criteri" del Novecento

  - 4/2. Il Novecento. II. La ricerca letteraria
- Gli autori
  - Dizionario bio-bibliografico e Indici
    - La trama biografica dei fenomeni letterari
    - A-G
    - H-Z
- Dizionario delle opere
  - Le opere al centro del sistema
  - A-L
  - M-Z

## Collaboratori
Gli articoli sono stati scritti da (in ordine alfabetico): Alberto Abruzzese, Antonia Acciani, Mario Allegri, Maria Luisa Altieri Biagi, Alba Andreini, Franca Angelini, Gian Mario Anselmi, Roberto Antonelli, Giovanni Aquilecchia, Angelo Ara, Girolamo Arnaldi, Antonia Arslan, Alberto Asor Rosa, Luisa Avellini, Paola Azzolini, Ignazio Baldelli, Gennaro Barbarisi, Bruno Basile, Lucia Battaglia Ricci, Pierluigi Battista, Andrea Battistini, Christian Bec, Francesca Bernardini Napoletano, Gaetano Berruto, Alberto Bertoni, Albano Biondi, Pier Marco Bertinetto, Simonetta Bianchini, Lorenzo Bianconi, Benedetta Bini, Corrado Bologna, Lina Bolzoni, Nino Borsellino, Franco Brevini, Gian Paolo Brizzi, Furio Brugnolo, Roberto A. Campagnano, Paolo Canettieri, Rita Cappelletto, Gian Paolo Caprettini, Silvia Carandini, Giorgio Raimondo Cardona, Angela Carella, Marcello Carlino, Stefano Carrai, Giulio Cattin, Liana Cellerino, Vincenzo Cerami, Marco Cerruti, Angelo Cicchetti, Marcello Ciccuto, Claudio Colaiacomo, Rosario Contarino, Gabriella Contini, Donatella Coppini, Maria Corti, Alfredo Cottignoli, Gianfranco Crupi, Nicola De Blasi, Vincenzo De Caprio, Dante Della Terza, Pieter De Meijer, Giovannella Desideri, Renato Di Benedetto, Robert Escarpit, Giovanni Falaschi, Adolfo Fattori, Michele Feo, Franco Ferrucci, Alessandro Fontana, Franco Fortini, Laura Fortini, Jean-Louis Fournel, Biancamaria Frabotta, Gino Frezza, Franco Gaeta, Francesco Alberto Gallo, Emilio Garroni, Sebastiano Gentile, Giuseppe Gigliozzi, Stefano Giovanardi, Daniela Goldin Folena, Guglielmo Gorni, Carlo Grassi, Guido Guglielmi, Marziano Guglielminetti, Giorgio Inglese, Lucia Lazzerini, Jacques Le Goff, Silvia Longhi, Nicola Longo, Niva Lorenzini, Giorgio Luti, Giacomo Magrini, Claudio Magris, Luisa Mangoni, Emilio Manzotti, Mario Martelli, Alessandro Martini, Paolo Mauri, Franco Paolo Memmo, Pier Vincenzo Mengaldo, Aldo Menichetti, Roberto Mercuri, Riccardo Merolla, Alberto Merola, Claudia Micocci, Raul Mordenti, Gabriele Muresu, Giuseppe Nicoletti, Salvatore Silvano Nigro, Giovanni Orelli, Francesco Orlando, Paolo Orvieto, Carlo Ossola, Ivano Paccagnella, Ilena Panico, Giorgio Patrizi, Rienzo Pellegrini, Pierluigi Petrobelli, Giorgio Petrocchi, Armando Petrucci, Francesco Pinto, Giovanni Pirodda, Achille Pisanti, Michel Plaisance, Folco Portinari, Maria Pia Pozzato, Giovanni Pozzi, Paolo Procaccioli, Amedeo Quondam, Giovanni Ragone, Ezio Raimondi, Amerigo Restucci, Mario Ricciardi, Giuseppe Ricuperati, Sergio Romagnoli, Sergio Sablich, Francisco Rico, Silvia Rizzo, Aurelio Roncaglia, Mario Rosa, Claudia Salaris, Maria Serena Sapegno, Gennaro Sasso, Cesare Segre, Walter Siti, Vittorio Spinazzola, Monica Cristina Storini, Luciana Stegagno Picchio, Lucia Strappini, Achille Tartaro, Mirko Tavoni, Alberto Tenenti, Roberto Tessari, Luigi Trenti, Alberto Varvaro, Carlo Vecce, Ugo Vignuzzi, Gianni Villani, René Wellek, Giuseppe Zaccaria, Marina Zancan.